# 梯叶花楸
梯叶花楸（学名：Sorbus scalaris）为蔷薇科花楸属的植物，为中国的特有植物。分布于中国大陆的四川等地，生长于海拔1,600米至2,600米的地区，常生长在杂木林中，目前尚未由人工引种栽培。

## 别名
瓦山花楸（经济植物手册）